# Karl-Alfred Jacobsson
Karl-Alfred Jacobsson, folkbokförd som Alfred Karl Jakobsson, född 15 januari 1926 i Boston i Massachusetts i USA, död 4 mars 2015 i Angereds församling, var en svensk fotbollsspelare. Han spelade större delen av sin karriär för Gais. Jacobsson spelade alltid i tröja nummer 8, och hade positionen som högerinner. Vid Gais 100-årsjubileum 1994 valdes han till föreningens bästa spelare under det första århundradet.. Karl-Alfred var bror till Frank "Sanny" Jacobsson, som också spelade i Gais.

## Biografi
Jacobsson föddes i Boston och växte upp i USA tills familjen flyttade hem till Sverige när han var fem år. Hans far var en svensk sjöman och mamman italienskfödd. Han spelade i junioråldern för Gårda BK innan han gick till Redbergslids IK och senare Gais där han blev allsvensk skyttekung.

### Karriär
Jacobsson debuterade i Gais 1945 men lämnade året därpå klubben för en tid i Redbergslids IK, samt för att göra lumpen. Han återkom till säsongen 1949/50 och blev sedan Gais trogen fram till och med säsongen 1959. Karl-Alfred Jacobsson spelade 197 matcher för Gais och gjorde sammanlagt 145 mål. Många av målen var på nick, vilket gjorde att han blev känd som en nickspecialist. Han vann skytteligan i Allsvenskan tre säsonger i rad (1951/1952, 1952/1953 och 1953/1954). 1954 vann Jacobsson SM-guld med Gais.
Karl-Alfred Jacobsson gjorde tre mål på sex A-landskamper för Sverige. Han var uttagen i de förberedande trupperna till VM i fotboll i Brasilien 1950 och Sverige 1958 men fick inte plats i truppen när de sista fem-sex spelarna sorterades bort.
Jacobsson spelade även i Gais handbollslag.

### Fotnoter

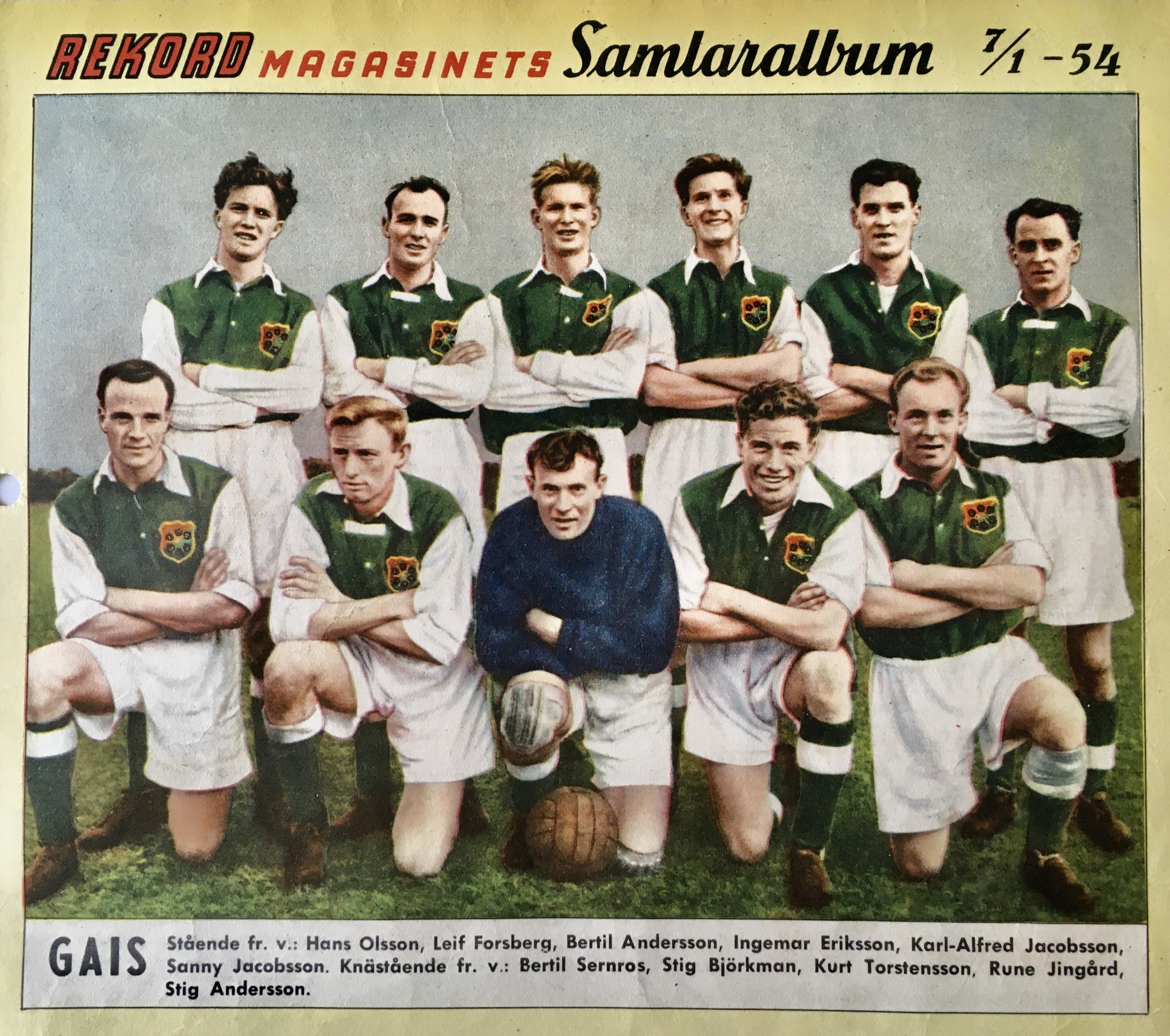
GAIS SM-vinnande fotbollslag 1954, med bland andra Karl-Alfred och Sanny Jacobsson.

1. ↑  Ibland skrivs hans namn som Karl-Alfred Jakobsson. Denna artikel följer hur namnet stavas i Gais egen jubileumsbok Makrillar, kval och gröna raketer (1994), boken Allsvenskan genom tiderna (1988) och på Svenska Fotbollförbundets webbplats.